# Алтат (Назаровский район)
Алтат — деревня в Назаровском районе Красноярского края России. Входит в состав Дороховского сельсовета.

## География
Деревня расположена на расстоянии 28 км к западу от Назарово, административного центра района.

## Население
| 2010 |
| ---- |
| 265  |

Гендерный состав
По данным Всероссийской переписи населения 2010 года, в деревне проживало 265 человек (133 мужчины и 132 женщины).